# Louis O. Mink
Louis O. Mink (3 de septiembre de 1921 - 19 de enero de 1983) fue un filósofo de la historia estadounidense que desarrolló sus teorías en el contexto de las tesis posmodernas sobre la historia y la narrativa histórica. Mink fue uno de los responsables de lo que más tarde se llamaría el giro lingüístico en la filosofía de la historia. Su filosofía de la historia se ha visto fuertemente influenciada por Robin Collingwood, mientras que él mismo se convirtió en una influencia de su amigo, y también filósofo de la historia, Hayden White.

## Biografía
Mink después de recibir su licenciatura en Hiram College sirvió como soldado en el ejército de los Estados Unidos durante la Segunda Guerra Mundial. Posteriormente a la guerra, obtuvo los grados de maestro y doctor en la Universidad de Yale. Enseñó en la Universidad Wesleyana desde 1952 hasta el año de su muerte en 1983. Fue director del departamento de filosofía desde 1967 a 1976.Falleció el 19 de enero de 1983 en el hospital Hartford, una semana después de sufrir un ataque cardíaco. Al momento de fallecer se encontraba casado con Helen Patterson con quien tuvo dos hijos; Stephen y Louis, y una hija; Sarah.

## Filosofía
La contribución de Mink a la historia y la filosofía de la historia fue enfatizar la necesidad de que la historia vea su narración de una forma similar a otras narraciones, especialmente con la narrativa de la ficción. Mink también afirmó que pensar la historia como "una fiel representación del pasado" ha dado lugar a numerosas hipótesis entre los historiadores que plantean graves problemas al distorsionar la historia.
De acuerdo a Paul Ricoeur, el acto configurante de Mink lleva al extremo el carácter sintético de la actividad narrativa; sin embargo, la ausencia de referencias a la estructura de la narración de ficción como la "trama" muestran una insuficiencia en el análisis de Mink.
El filósofo también jugó un papel importante en el estudio de las novelas de James Joyce. En su libro A Finnegans Wake Gazetteer (1978) documenta todos los lugares nombrados en la obra Finnegans Wake. El interés de Mink por James Joyce no es periférico a su reflexión filosófica, Finnegans Wake había integrado una estructura cíclica del tiempo y la historia, influenciada por La ciencia nueva de Giambattista Vico.